# United States Army, Vietnam

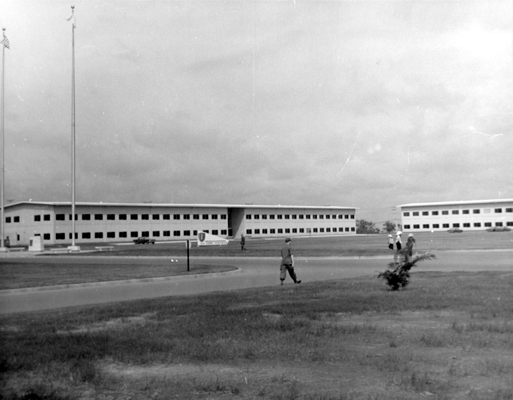
USARV-Hauptquartier in Long Bình, 1966

United States Army, Vietnam (USARV) war die Bezeichnung für den Logistik-Großverband der US-Armee in Südvietnam während des Vietnamkrieges. Der Verband stellte die zentrale Unterstützungs- und Versorgungstruppe für die im Land eingesetzten US-amerikanischen Bodeneinheiten dar und bildete somit einen wesentlichen Bestandteil des Military Assistance Command, Vietnam (MACV). USARV war dabei nicht nur für Verwaltung, Nachschub, Verpflegung und Instandhaltung zuständig, auch die Militärpolizei, der Militärnachrichtendienst, die Pioniere, die Sanitätstruppe, verschiedene Trainingseinheiten sowie die Heeresflieger, das heißt die zahlreichen für Transporte und Luftangriffe genutzten Helikoptereinheiten, waren dem Verband unterstellt. Das Hauptquartier befand sich in Long Bình bei Saigon. Die Hauptquartiereinheit umfasste 1969/70 etwa 1.500 Mann.
Um die wichtige Stellung der U.S. Army, Vietnam innerhalb von MACV hervorzuheben war der MACV-Oberbefehlshaber formal gleichzeitig in Personalunion Kommandeur von USARV. Für die tatsächliche Führung des Großverbandes war der stellvertretende USARV-Kommandeur verantwortlich.
Die Ursprünge des Verbandes gehen bis zum Dezember 1961 zurück, als die ersten amerikanischen Soldaten in Südvietnam stationiert wurden und dabei von einer elfköpfigen Logistik-Unterstützungsgruppe des 9th Logistic Command aus Okinawa begleitet wurden. Nachdem dann die Mitgliederanzahl der Gruppe auf 323 Mann erhöht wurde, erhielt der Verband, der der U.S. Army, Ryukyu Islands unterstellt war, im Februar 1962 die neue Bezeichnung U.S. Army, Ryukyu Support Group (Provisional). Im Juni 1962 folgte eine weitere Umstrukturierung in U.S. Army Support Group, Vietnam, der Verband war von nun an sowohl dem neugegründeten MACV (operatives Kommando) als auch weiterhin Ryukyu (für logistische Belange) unterstellt. Als Folge des rasanten Truppenanstiegs 1965 nach der Tonkin-Resolution wurde die Gruppe noch einmal stark vergrößert und schließlich am 20. Juli 1965 die U.S. Army, Vietnam geschaffen. Diese war nun bei Logistikangelegenheiten statt Ryukyu direkt der U.S. Army, Pacific in Hawaii untergeordnet.
Für den Großteil des Krieges blieb USARV nun unverändert, erst mit dem Rückzug der US-Truppen folgte eine letzte Umstrukturierung: Am 15. Mai 1972 wurde USARV mit verschiedenen MACV-Bestandteilen zusammengeführt und dadurch das USARV/MACV Support Command geschaffen. Der bisherige stellvertretende Kommandeur wurde Befehlshaber des Verbandes. Am 28. März wurde das Kommando nach abgeschlossenem Abzug der US-Truppen und Unterzeichnung des Pariser Friedensabkommens schließlich aufgelöst.

## Gliederung
Die folgenden Hauptelemente waren USARV unterstellt: 
- 1st Logistics Command (1. Logistikkommando)
- 1st Aviation Brigade (1. Heeresfliegerbrigade)
- 18th Military Police Brigade (18. Militärpolizeibrigade)
- 34th General Support Group (34. Hauptunterstützungsgruppe) (zuständig für Flugzeugwartung)
- 44th Medical Brigade (44. Sanitätsbrigade) (bis August 1967 dem 1. Logistikkommando unterstellt)
- 525th Military Intelligence Group (525. Gruppe des militärischen Geheimdienstes)
- US Army Security Agency Group
- US Army Engineer Command (Provisional) (Pionierkommando)
- US Army Headquarters Area Command (USAHAC)

Daneben umfasste USARV eine nahezu unüberschaubare Menge an kleineren Komponenten, die im Gegensatz zu den obigen Verbänden zentral kontrolliert wurden. Auch zwei Regionalkommandos, das Capital Military Assistance Command, Saigon und das provisorische Delta Military Assistance Command in Cần Thơ, waren Teil von USARV.

## Befehlshaber
Kommandeure (gleichzeitig MACV-Oberbefehlshaber):
- General William Westmoreland 1965–1968
- General Creighton W. Abrams 1968–1972

Stellvertretende Kommandeure (engl. Deputy Commanders):
- Major General John Norton 1965–1966
- Lieutenant General Jean E. Engler 1966–1967
- Lieutenant General Bruce Palmer, Jr. 1967–1968
- Lieutenant General Frank T. Mildren 1968–1970
- Lieutenant General William J. McCaffrey 1970–1972
- Major General Morgan G. Roseborough 1972

Kommandeur des USARV/MACV Support Command:
- Major General Morgan G. Roseborough 1972–1973